# Rallye de l'Ouest
Le Rallye de l'Ouest (ou Rallye de l'A.C.O.) était une ancienne compétition automobile organisée par l'Association Sportive de l'Automobile Club de l'Ouest, de 1963 à 1977 dans le Grand Ouest.

## Histoire
La course, dont le départ était donné à la mi-mars sur le circuit de Rouen-les-Essarts, comportait des épreuves sur circuits (Le Mans, La Baule-Escoublac, Grand-Couronne,..), des courses de côte, et des épreuves spéciales courtes sur routes fermées (4 à 5, souvent en Bretagne), dans l'ouest de l'hexagone.
Une version "Historic" (de régularité, ou Trophée René Jouan) existe depuis 2005, pour des voitures de plus de 20 ans d'âge, sur une journée jusqu'en 2012.

## Palmarès
- 1963 (1re édition) - Fernand Tavano / Yves Breteau, sur Ferrari 250 GTO;
- 1964 - Tourisme Bernard Consten / Jack Renel, sur Alfa Romeo Giulia Super; Grand Tourisme Roger de Lageneste et Carl du Genestoux, sur Abarth 2000;
- 1965 - Tourisme : Fernand Masoero / Massad, sur Alfa Romeo Giulia Ti; Grand Tourisme Robert Buchet / Eduardo Valadas, sur Porsche;
- 1966 - Tourisme : Henri Greder / ?, sur Ford Mustang HP; GT ?;
- 1967 - Bernard Consten / Bernard Pichon, sur Alfa Romeo Giulia GTA;
- 1968 - International Claude Ballot-Lena / Jean-Claude Morenas, sur  Porsche 911R; National : J-L. Belliard / M. Baugard;
- 1969 - Claude Ballot-Léna / Jean-Claude Morenas, sur Porsche 911R du team Vivi;
- 1970 - Fédéral, Guy Chasseuil / Christian Baron, sur Porsche 911 S du team Sonauto BP;
- 1971 - Bernard Fiorentino / Maurice Gélin, sur Simca CG proto MC coupé 2,2l;
- 1972 - Jean-Luc Thérier / ?, sur Alpine A110;
- 1973 - National, Philippe Renaudat / Jean-Jacques Lenne, sur Simca CG proto MC;
- 1974 - Guy Chasseuil / ?, sur Porsche 911;
- 1975 - Bernard Darniche / Alain Mahé, sur Fiat X1/9 Proto 1800[2];
- 1976 - ? / ?;
- 1977 (15e édition) - ? /?.

## Anecdote
- Thierry Sabine, à peine âgé de 21 ans, termine à la 8e place du classement général en mars 1970, avec B. Surre sur Alpine A110 1296 (du team Agaci).